# Promodès
 (avril 2025).
Promodès était un groupe français de grande distribution.

## Création
Paul-Auguste Halley, initialement simple épicier dans le département de la Manche dans les années 1950 a l'idée d'importer le concept de supermarchés en France[réf. nécessaire].
Avec ses deux fils, Paul-Louis et Robert, il crée le groupe Promodis, qui deviendra le groupe Promodès, en 1961 à Caen (Calvados) en réunissant deux familles normandes de grossistes : les Halley et les Duval-Lemonnier.
Elle a intégré les alliés des Halley : les Caresmel de Lamballe, les Marette de Bolbec et les Lecordier de Bayeux.
En 1962, le premier supermarché Promodès est ouvert à Mantes-la-Ville.

## Développement
À partir des années 1960, le groupe crée pour ses supermarchés l'enseigne Champion (1969), se lance dans le segment de l'hypermarché sous la franchise Carrefour (1970), puis crée en France l'enseigne Continent (1972) suivies des enseignes de proximité Shopi (1973) et 8 à Huit (1977) tout en se développant rapidement en Europe et à l'international : en Belgique en 1969, en Espagne en 1973 et au Brésil en 1975.
En 1979, l'enseigne Dia est créée à Madrid, en Espagne avant de connaître une extension dans les années 1990 en France, en Grèce, en Turquie, en Chine, au Brésil, en Argentine, sous l'enseigne Minipreço au Portugal.
La société Promodès acquiert 128 supermarchés à Primistères en 1988.
En 1990, la société reprend Codec et passe un accord de franchise avec le groupe Arlaud (qui deviendra Hyparlo par la suite), dont les onze hypermarchés Record prennent l'enseigne Continent.
Le groupe prospère grâce à de nombreux rachats, à ses nombreuses implantations et ses nombreux formats de distribution complémentaires :
- Hypermarchés : Continent, Continente, Hyper Champion
- Supermarchés : Champion, GB
- Commerce de proximité : Shopi, Huit à 8, Codec
- Hard-discount : Dia
- Commerce de gros : Prodirest (vers les métiers de la bouche), Promocash (vers les épiciers)

Dans les années 1990, à l'instar de ses concurrents, Promodès lance de nombreux produits MDD et innove en créant sa marque alimentaire de produits « du terroir », Reflets de France, qui sera déclinée dans ses hypermarchés et supermarchés européens. Promodès parvient également à construire ses derniers grands hypermarchés en France, notamment « Mondeville 2 », près de son siège social, ou encore le Continent de Marseille Grand Littoral qui avec ses deux étages devient le plus grand magasin du groupe de l'Hexagone.
En 1996, après avoir revendu les Continent allemands issus de la chaine Plaza rachetée en 1990, le groupe reprend 105 magasins à l'enseigne Félix Potin, et tente sans succès une OPA sur le groupe Casino.
En 1997, Promodès rachète le groupe Catteau à Tesco et rétrocédera une partie de ses magasins Cédico à Erteco (Ed), une filiale de Carrefour. Il se développe par ailleurs en Argentine avec le rachat des supermarchés Norte (es), et au Portugal avec la chaîne de discompte Minipreço.

## Fusion avec Carrefour
En 1999, Paul-Louis Halley annonce la fusion entre les groupes Promodès et Carrefour, faisant de Carrefour le premier groupe de distribution en Europe et le deuxième dans le monde, après Wal-Mart. Luc Vandevelde, dauphin désigné pour reprendre les rênes du groupe, le quitte pour diriger le distributeur britannique Marks & Spencer, en grande difficulté.
Après un échange d'actions à la suite duquel la famille Halley devient le premier actionnaire du nouveau groupe, il s'ensuit une rationalisation des enseignes. Carrefour s'impose sur Continent (ancienne enseigne des hypermarchés Promodès) qui disparaît. Inversement, les supermarchés Stoc, ancienne enseigne de Carrefour, passent sous enseigne Champion. Les enseignes de proximité et de hard-discount sont maintenues partout en Europe. Enfin, le siège social de feu Promodès, à Mondeville, devient le siège comptable de Carrefour France.